# Ramat-Gan-Stadion
Das Ramat-Gan-Stadion (hebräisch אִצְטַדְיוֹן רָמַת־גַּן Itzṭadjōn Ramat-Gan) ist ein Fußballstadion mit Leichtathletikanlage in der israelischen Stadt Ramat Gan, einem Vorort von Tel Aviv. Es war bis 2014 das Nationalstadion des Landes.

## Geschichte
Die Sportstätte wurde 1951 fertiggestellt und ist mit 41.583 Sitzplätzen zugleich das größte Stadion Israels. Seit den 1950er Jahren ist die Sportstätte ein Teil der Makkabiade. 1964 war es eines von vier Stadien der Fußball-Asienmeisterschaft 1964 und die israelische Nationalmannschaft sicherte sich hier durch ein 2:1 über Südkorea den Turniersieg. Lange Zeit war es die einzige Anlage des Landes, die die Auflagen der UEFA für Champions-League- und Europa-League-Spiele sowie der FIFA für Qualifikationsspiele zur Fußball-Weltmeisterschaft erfüllte. Alle israelischen Vereine, die sich für die Champions League qualifizierten, trugen ihre Heimspiele hier aus. Beispiele dafür sind Maccabi Tel Aviv in der Saison 2004/05 und Maccabi Haifa in der Spielzeit 2009/10. Seit 2010 entspricht auch das Bloomfield-Stadion in Tel Aviv den Vorgaben und wird für Champions-League-Spiele genutzt, ebenso das 2014 eröffnete Sammy-Ofer-Stadion in Haifa und das umgebaute Teddy-Stadion in Jerusalem. 
Es gab Pläne, das Stadion abzureißen und durch ein größeres zu ersetzen, um Platz für ca. 70.000 Zuschauer zu schaffen. Dieser Neubau hätte ungefähr 100 Millionen US-Dollar gekostet und sollte bereits in den Jahren 2011 und 2012 verwirklicht werden.
Seit 2015 nutzt der Fußballverein Hapoel Ramat Gan das Stadion für seine Spiele.

Eröffnungszeremonie der Makkabiade 1950